# C.J. Kock
Carl Jöran Kock i riksdagen kallad Kock i Malmö, namnet skrevs vanligen C.J. Kock, född 30 mars 1808 i Simrishamn, död 26 februari 1894 i Malmö Caroli församling, var en svensk affärsman och politiker. Han var farbror till Axel och Ernst Kock samt farfar till Johan Kock.
Kock drev från 1825 egen rörelse i Trelleborg, där han tillsammans med sin bror Engelbrekt lade grunden till Kockska handelshuset. Han erhöll 1829 burskap i Malmö och bedrev därefter handelsrörelse i denna stad. Han var 1834–50 ledamot av borgerskapets äldste och 1842–1844 förman i handelssocieteten. Tillsammans med en kompanjon drev han 1842–1859 en fabrik för tillverkning av såpa, tvål och ljus. Han var disponent för Manufaktur AB i Malmö 1855–1858. Han var 1864 initiativtagare till Malmö Enskilda Bank och vid sin död Malmös rikaste man.
Kock deltog i riksdagarna 1844–1845, 1847–1848, 1853–1854, 1859–1860 och var ledamot av andra kammaren 1867. Han var ledamot av Bevillningsutskottet 1844–1845, förstärkta Bankoutskottet 1844–1848, Statsutskottet 1847–1848 samt Bankoutskottet 1853–1854 och 1859–1860, vice ordförande där 1867. Kock var ordförande i hamndirektionen i Malmö 1857–1867 och i stadsfullmäktige där 1863–1872.